# Заньково (Островский район)
Заньково — деревня в Бережанской волости Островского района Псковской области.

## География
Расположена в 3 км к югу от города Остров, на автодороге Псков — Остров — Опочка.

## Население
| 2001 | 2002 | 2010 |
| ---- | ---- | ---- |
| 195  | ↘189 | ↘152 |

Численность населения деревни по состоянию на 2000 год составляла 195 жителей.